# 아일랜드인 여단 (스페인 내전)
아일랜드인 여단(스페인어: Brigada Irlandesa 브리가다 이를란데사[*], 아일랜드어: Briogáid na hÉireann 브루가드 너 헤런)는 스페인 내전 때 프란시스코 프랑코의 국민파에 가담한 아일랜드인 외인의용부대다. 공공연히 파시즘을 주장했던 이오인 오더피가 주도하여 독실한 천주교도들로만 부대원을 모집했다. 아일랜드 정부는 그들의 전쟁 참여가 좋지 않은 일이라고 선언했지만 오더피의 추종자 700여명은 그것을 무시하고 스페인으로 갔다. 그들은 적색테러로부터 천주교 가치를 수호한다는 점에서 스페인 국민파와 사고관을 같이했다.

## 같이 보기
- 코널리 열